# Les Fausses Vierges
Pour plus de détails, voir Fiche technique et Distribution.
Les Fausses Vierges (titre original : Jungfrau aus zweiter Hand) est un film autrichien réalisé par Ákos von Ráthonyi et Alois Brummer, sorti en 1967.

## Synopsis
Deux jeunes Italiens qui travaillent comme travailleurs invités en Allemagne trouvent une belle femme morte un matin sur le chemin de leur travail. Ils appellent la police. Sous la direction de la Kripo, on détermine rapidement que la jeune femme brune est Elena Rossano, une prostituée bien connue. Le médecin de la police déclare que deux points de suture d'un stylet sont la cause du décès.
La police criminelle commence à enquêter fébrilement et s'immerge dans le milieu sombre de la prostitution. La vie courte et intense d'Elena Rossano se déroule dans des retours en arrière. Finalement, une image complètement différente d'elle se dégage. Pas une fille battue, un prétendant fou ou un criminel sexuel n'est responsable de la mort de la pute. Sa chatte le révèle : le meurtre fut commis par une amie lesbienne qui voulait se venger d'Elena.

## Fiche technique
- Titre : Les Fausses Vierges
- Titre original : Jungfrau aus zweiter Hand
- Réalisation : Ákos von Ráthonyi et Alois Brummer
- Scénario : Rolf Becker
- Musique : Zoltan Nemes
- Photographie : Franz Vass
- Production : Alois Brummer, Franz Vass
- Société de production : Supra-Film
- Société de distribution : AB Filmverleih
- Pays d'origine :  Allemagne de l'Ouest
- Langue : Allemand
- Format : Couleur - 1,66:1 - mono - 35 mm
- Genre : Policier
- Durée : 85 minutes
- Dates de sortie :
  -  Allemagne de l'Ouest : 30 mars 1967.
  -  Pays-Bas : 10 août 1967.
  -  Danemark : 3 août 1968.
  -  France : 18 février 1970[1].

## Distribution
- Helga Sommerfeld : Elena Rossano
- Ingrid van Bergen : Irene
- Carola Höhn : Katja Bergen
- Wolfgang Preiss : le chef de la brigade des homicides
- Joseph Offenbach : Inspecteur Fechtner
- Stefania Careddu
- Albert Hehn
- Michael Maien (de)
- Mady Rahl
- Milutin Mićović
- Ingo Thouret
- Barbara Witow

## Production
Les Fausses Vierges est réalisé en 1966 en Yougoslavie (plans extérieurs) et à Munich. Le film est un projet de la société de production Team-Verleih, qui fait faillite. Le distributeur munichois et aspirant producteur de films à la mode comme le seront les films porno Alois Brummer saisit l'occasion, récupère les scènes déjà tournées et tourne sous sa propre responsabilité « 700 m de "scènes de filles chaudes" », auquel le film fini est ajouté. Certaines scènes de Rathonyi sont supprimées er remplacées par ce genre de scènes. Cela crée un conflit entre les deux hommes, le générique ne comprend aucun nom de réalisateur.
Pour le réalisateur Ráthonyi, c'est le film d'exploitation érotique après Les Séquestrées (de) (St. Pauli Herbertstraße).

## Source de la traduction
- (de) Cet article est partiellement ou en totalité issu de l’article de Wikipédia en allemand intitulé « Jungfrau aus zweiter Hand » (voir la liste des auteurs).